# Astrid Yunadi
Astrid Ellena Indriana Yunadi (née le 8 juin 1990) est une mannequin indonésienne qui a remporté le titre de Miss Indonésie 2011.
Elle est la fille de Fredrich Yunadi, un avocat célèbre pour avoir défendu Setya Novanto dans une affaire de corruption, et Linda Indriani Campbell. Son conflit avec son père, qui n'a pas apporté de soutien financier à sa fille après son divorce et a attaqué son petit ami pour diffamation, Donny Leimena, a été largement médiatisé dans la presse à scandale.